# Faisan de Salvadori
Lophura inornata
Espèce
Statut de conservation UICN

 NT  : Quasi menacé
Le Faisan de Salvadori (Lophura inornata) est une espèce d'oiseaux appartenant à la famille des Phasianidae, est l'une des nombreuses espèces de faisans. Il est originaire (endémique) des forêts tropicales pluvieuses de moyenne altitude (600 à 2 000 m) de Pigunungan Barisan, au sud-ouest de l'île de Sumatra, en Indonésie.
Le Faisan de Sumatra (Lophura hoogerwerfi) dont la femelle au plumage plus uni et plus foncé que celle de la femelle du faisan de Salvadori, pourrait en être une sous-espèce. Elle ne semble connue ou survivante que dans le Parc National Leuser dans le nord de l'île de Sumatra.

## Description
C'est un oiseau forestier, démuni de crête et porteur d'une queue plutôt courte (de 14 rectrices).
L'œil (à l'iris rouge-orangé chez le mâle, et plus foncé et tirant sur le brun chez la femelle) est entouré de larges caroncules faciaux rouge écarlate. Le bec, puissant, est de couleur claire, blanchâtre à bleuté ou verdâtre.

Les pattes de couleur gris verdâtre, sont munies d'éperons chez le mâle.

### Dimorphisme sexuel
Le mâle (adulte) est bleu-acier foncé tirant sur le noir sur presque tout le corps (avec des plumes noires entourées d'une ligne bleu foncé.
Les plumes sont plus ternes sous le ventre, autour de l'anus et sur les ailes et la queue.

La femelle (adulte) est roussâtre, plus pâle sous la gorge, plus foncée (tendant vers le noir sur la queue). Les plumes sont tachetées de noir et garnies d'un trait clair et d'une ligne brune.

 Les juvéniles ont une couleur discrète rousse avec des plumes dont le liseré est plus clair, qui leur confèrent une couleur de camouflage au sol.

## Alimentation
Il semble plutôt végétarien, se nourrissant d'amandes, graines, baies et végétaux prélevés dans la strate herbacée ou basse de la forêt

## Menaces
Cette espèce bien que théoriquement protégée au moins dans certains parc nationaux est menacée par la chasse, la déforestation ou la dégradation ou la fragmentation des forêts

## Distribution
Cet oiseau est endémique à Sumatra.

## Habitat
L’espèce est inféodée aux forêts pluviales entre 600 et 2 000 m mais elle s’est adaptée aussi à la forêt partiellement exploitée et transformée par l’homme.

## Alimentation
Des contenus d’estomacs ont révélé la présence d’amandes de différents fruits à coque (Robinson & Kloss 1924).

## Parade nuptiale
En période nuptiale, le mâle émet dès l’aurore des gloussements, l’anneau et la tache oculaire jaune orangé vif sont alors très marqués. En parade, le mâle étale ses caroncules rouges et se met à battre frénétiquement des ailes en se hissant sur la pointe des pattes et en poursuivant la femelle dans ses déplacements.

## Statut, conservation
Selon Fuller & Garson (2000), la déforestation illégale et la culture sur brûlis qui ont cours même dans les parcs nationaux, surtout à basse altitude où vit le faisan de Salvadori, constituent une menace sérieuse pour l’espèce. Ils préconisent de renforcer la législation de protection en Indonésie et de créer de nouvelles réserves à Gunung Singgaland et Bukit Dingin.